# Броненосные крейсера типа «Дюпле»
Броненосные крейсера типа «Дюпле» (фр. Classe Dupleix) — тип крейсеров французского флота конца XIX века. Являлись уменьшенной и удешевлённой версией броненосного крейсера «Жанна д’Арк». Всего построено 3 единицы: «Дюпле» (Dupleix), «Десо» (Desaix), «Клебер» (Kleber). Крейсера этого типа строились параллельно с крейсерами типа «Монкальм».

## История
Построив свой первый крупный броненосный крейсер «Жанна д’Арк», французы, оценив достоинства проекта, заложили серию усовершенствованных кораблей типа «Монкальм». Однако, эти броненосные крейсера, при всех своих достоинствах, были весьма дорогими в постройке и эксплуатации. Французский флот традиционно предпочитал строить большее количество крейсеров ограниченного водоизмещения, считая, что в рейдерской войне против основного противника — Великобритании — количество важнее качества.
В 1897 году, известный военно-морской инженер Эмиль Бертьен — один из последователей доктрины «jeune ecole», и сторонник быстроходных, легко защищенных кораблей с очень мощным вооружением — разработал проект броненосного крейсера небольших размеров и стоимости. Подобные крейсера могли бы играть при крупных кораблях типа «Монкальм» ту же роль, которую французские бронепалубные крейсера 2-го и 3-го ранга играли при перворанговых кораблях. На крейсера нового проекта возлагались как традиционные для французского флота рейдерские операции, так и осуществление разведки при линейном флоте.

## В серии
| Название | заложен      | спущен на воду   | вошел в строй |
| -------- | ------------ | ---------------- | ------------- |
| «Дюпле»  | февраль 1898 | 28 апреля 1900   | 1903          |
| «Десо»   | ноябрь 1897  | 21 марта 1901    | 1904          |
| «Клебер» | апрель 1898  | 20 сентября 1902 | 1904          |

## Конструкция
Крейсера типа «Дюпле» представляли собой существенно уменьшенную в размерах версию большого броненосного крейсера типа «Жанна д’Арк». Их полное водоизмещение было на четверть меньше, чем у оригинального корабля, и составляло порядка 7500 тонн. Длина их составляла 132,4 метра, ширина 17,8 метра, осадка 7,42 метра.
Как и все последующие броненосные крейсера Франции, корабли типа «Дюпле» имели слабо наклоненный форштевень с небольшим тараном, высокий надводный борт и гладкие палубы. Их отличительной особенностью являлся очень длинный полубак, тянувшийся почти на всю длину корпуса, завершаясь позади кормовой башни. В передней части корпуса имелась прямоугольная надстройка, служившая опорой для большого мостика и носовой мачты; в отличие от других французских броненосных крейсеров, крейсера типа «Дюпле» несли только легкие сигнальные мачты с открытыми марсами. Корабли имели четыре трубы, сгруппированные двумя группами по две. В кормовой части также имелась небольшая надстройка.

### Вооружение
Основное вооружение крейсеров типа «Дюпле» состояло из восьми 164-мм/45 орудий образца 1893 года, это были первые среднекалиберные орудия в двухорудийных башнях установленные на крейсерах. Четыре башни располагались ромбом; одна в носовой части корабля, две в центре корпуса побортно, и одна в кормовой части. Две центральные башни располагались на верхней палубе, носовая и кормовая были установлены выше, на палубе полубака.
Подобное расположение орудий, в теории, обеспечивало крейсерам возможность навести по шесть 163-мм орудий в любую точку горизонта. Однако, из-за недостаточного завала борта в верхней части, погонный и ретирадный огонь для центральных башен был несколько затруднен.
Это вооружение дополнялось четырьмя 100-мм 45-калиберными скорострельными орудиями, установленными на полубаке в казематах, по два с каждого борта. Для защиты от миноносцев противника, крейсера типа «Дюпле» несли десять 47-мм орудий Гочкисса и четыре револьверные пятиствольные 37-мм пушки Гочкисса. Подводное вооружение состояло из двух 450-мм торпедных аппаратов, расположенных в центре корпуса и стреляющих перпендикулярно курсу.

### Бронирование
Несмотря на свои небольшие размеры, крейсера типа «Дюпле» несли полный броневой пояс по ватерлинии, шедший от форштевня и до траверзной переборки в корме. Пояс был изготовлен из стали, закаленной по методу американского инженера Гарвея; его толщина в центре корпуса составляла 102 миллиметра, в оконечностях он уменьшался до 84 миллиметров, и к нижней кромке утоньшался до 38 миллиметров. Высота пояса составляла 3,3 метра, из которых 1,2 находились под водой. В носовой части, надводная часть пояса повышалась до 2,4 метров.
Броневая палуба имела выпуклую форму, и опиралась на нижний край броневого пояса. Её толщина в плоской части составляла 42 мм, скосы варьировались от 70 миллиметров в центре, и до 50 миллиметров в оконечностях. Между палубой и поясом крейсеров, борт был разделен на множество небольших водонепроницаемых отсеков, призванных минимизировать затопление при пробитии пояса.
Башни крейсеров типа «Дюпле» защищались 160 миллиметровой толщины броневыми плитами. Основания башен были защищены 120 миллиметровой броней, и колодцы элеваторов подачи боеприпасов защищались 40 миллиметровыми плитами. 100-миллиметровые скорострельные орудия стояли открыто без броневой защиты.

### Силовая установка
Крейсера типа «Дюпле» были трехвальными. В движение их приводили три трёхцилиндровые вертикальные паровые машины тройного расширения. При этом, крейсера «Десо» и «Клебер» оснащались двадцатью четырьмя котлами Белльвилля, а «Дюпле» — двадцатью котлами Никлосса, что позволяло развивать мощность до 17500 л. с. Скорость на мерной миле составила 20,7-21 узел. Запаса угля хватало на 12800 километров 10-узлового экономичного хода.

## Оценка проекта
Как и многие другие «удешевленные» корабли, крейсера типа «Дюпле» считались не вполне удачными. Попытка получить более дешёвый корабль меньших размеров при сохранении таких требований, как мореходность, скорость и защищенность, неминуемо привела к ослаблению вооружения. Малые броненосные крейсера типа «Дюпле» имели бортовой залп всего из шести 163-мм и двух 100-мм скорострельных орудий; тяжелых пушек, способных пробивать броню, эти крейсера вообще не несли.
Подобная слабость вооружения не позволяла крейсерам типа «Дюпле» вступать на равных в бой с перворанговыми британскими бронепалубными крейсерами — имевшими на вооружении тяжелые 234-мм орудия — и не позволяла им сражаться с неприятельскими броненосными крейсерами, например, германского или итальянского флота. Тем не менее, их броневая защита делала крейсера типа «Дюпле» опасными противниками для бронепалубных крейсеров 2-3 ранга.
Как следствие, корабли типа «Дюпле» не слишком подходили для самостоятельных рейдерских операций; оптимальной нишей для них была ниша разведчиков при линейном флоте, способных прорывать завесы неприятельских бронепалубных крейсеров и пресекать попытки разведки с их стороны. Французский флот счел эти корабли неудачными, и более не возвращался к идее «малого» броненосного крейсера.